# Auto Union

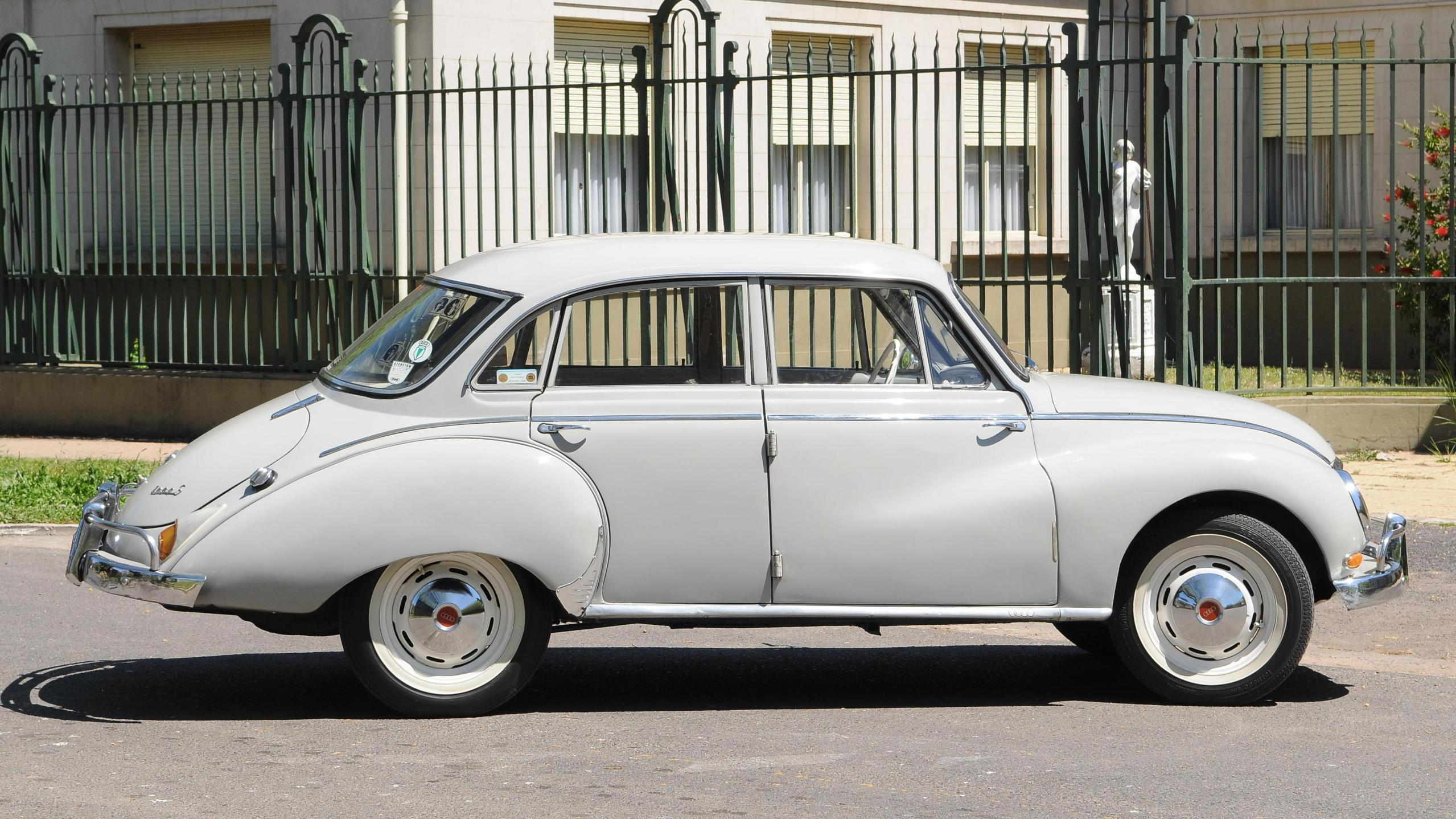
Auto Union 1965

Auto Union AG fue una fusión de cuatro fabricantes de automóviles alemanes, fundada en 1932 y establecida en 1936 en Chemnitz, Sajonia, durante la Gran Depresión. La compañía se ha convertido -al día de hoy- en Audi, filial del Grupo Volkswagen.

## Historia de la empresa
Los cuatro aros del logotipo de Auto Union simbolizan las marcas de cuatro empresas automotrices; Audi, DKW, Horch y Wanderer. Fue fundada en 1932 y su sede se estableció primero en Zschopau y desde 1936 en Chemnitz, Alemania. Los nombres de cada empresa se mantuvieron como marcas, pero para evitar la competencia dentro de la recién nacida Auto Union AG se hizo un reparto de segmentos de mercado: motocicletas y autos pequeños para DKW; coches medianos para Wanderer; automóviles lujosos destinados al segmento medio para Audi y vehículos de alta gama para Horch.
En 1969, Auto Union se fusionó con NSU, un fabricante de motocicletas que también construía bicicletas y automóviles de turismo, resultando en la creación de «Audi NSU Auto Union AG» y estableció su sede en Neckarsulm. Audi AG se formó a partir de Audi NSU Auto Union AG en 1985.
El logo de la Auto Union eran cuatro aros alineados que simbolizaban la unión de las fábricas, si bien cada una de las marcas continuó empleando sus logotipos de forma comercial y solo utilizaban los cuatro aros de forma corporativa y para los autos de competición deportiva. Los cuatro aros son ahora el logotipo de Audi, actualmente una marca del Grupo Volkswagen.
La Auto Union fue conocida por su división de autos de competición deportiva; en los Grand Prix de la década de 1930, diseñaron las «Flechas de Plata», denominación compartida con los Mercedes-Benz de esa época en forma de lágrima (teardrop).

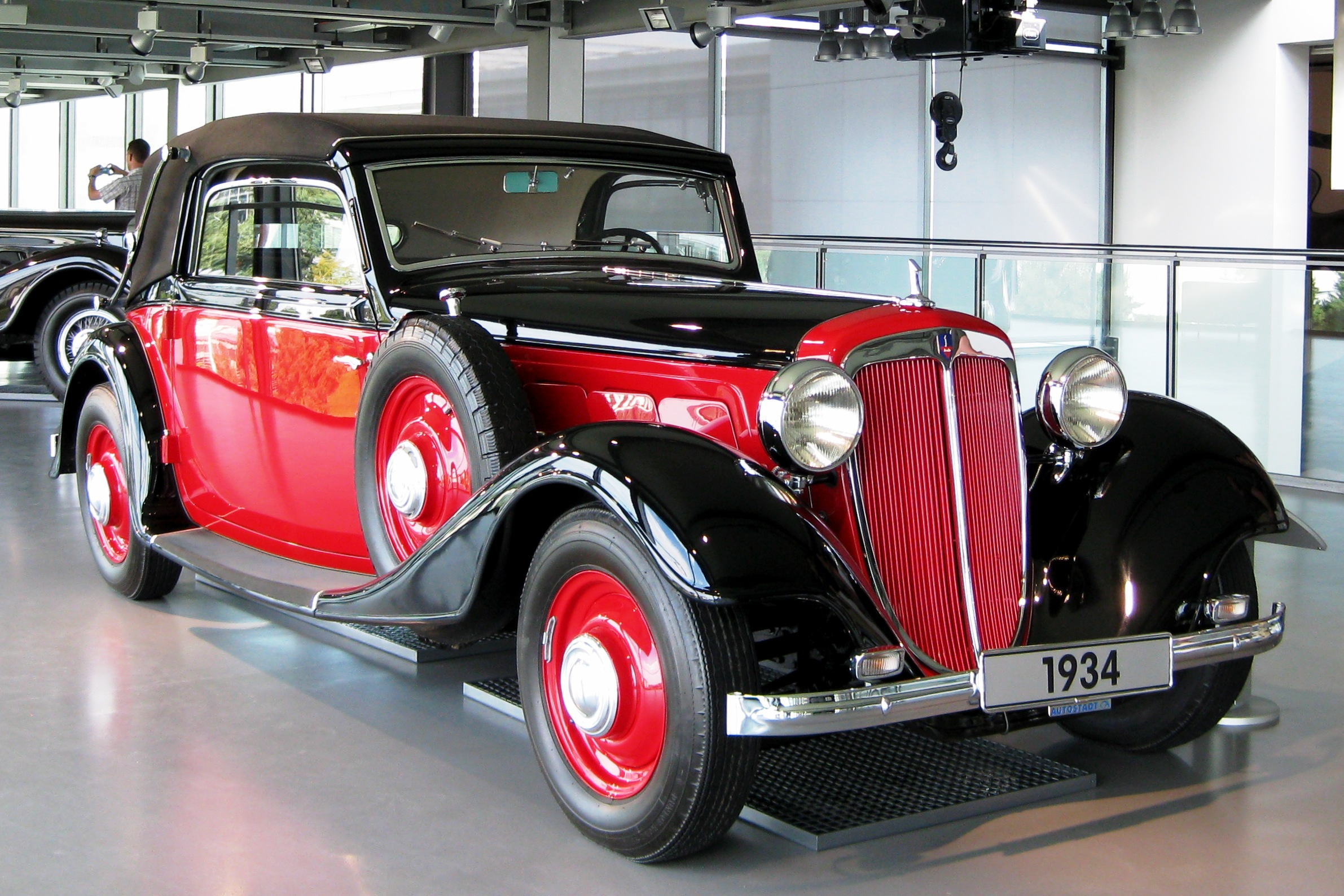
Audi …
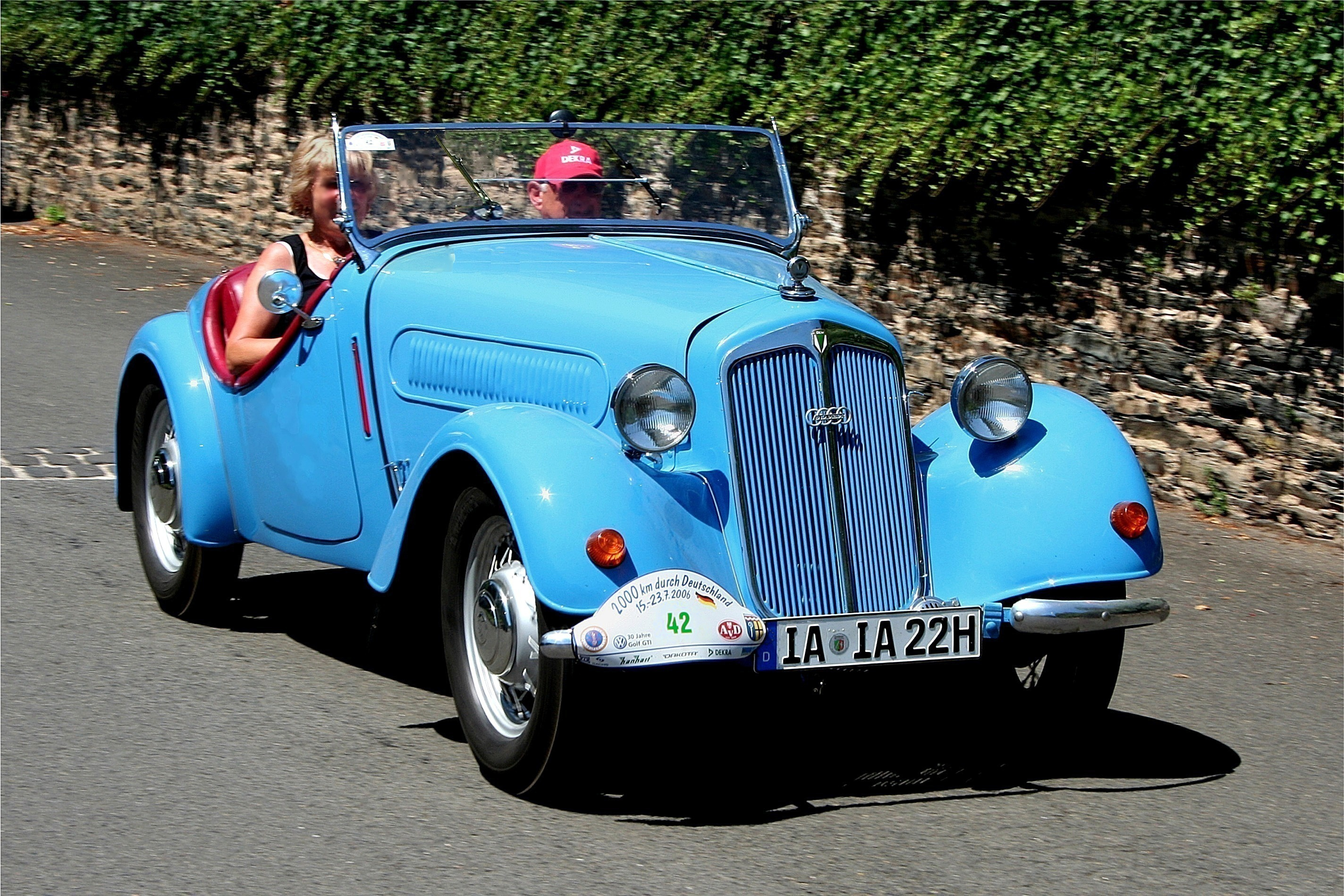
DKW ...
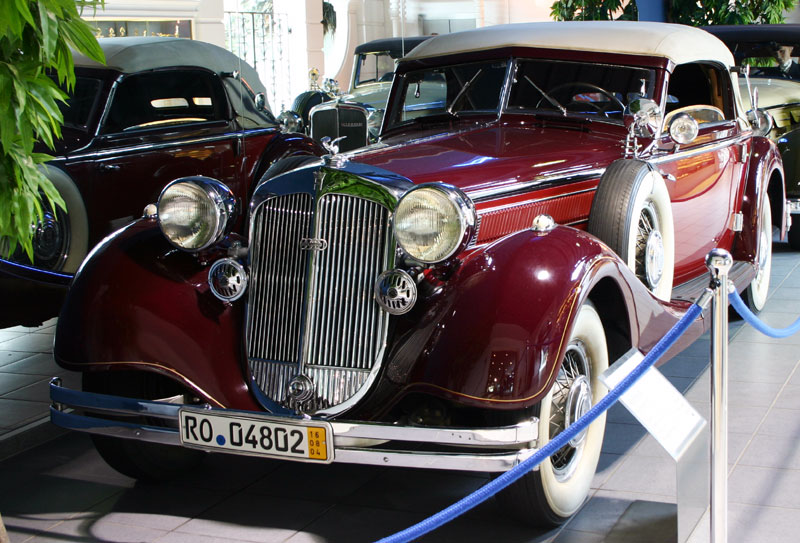
Horch …
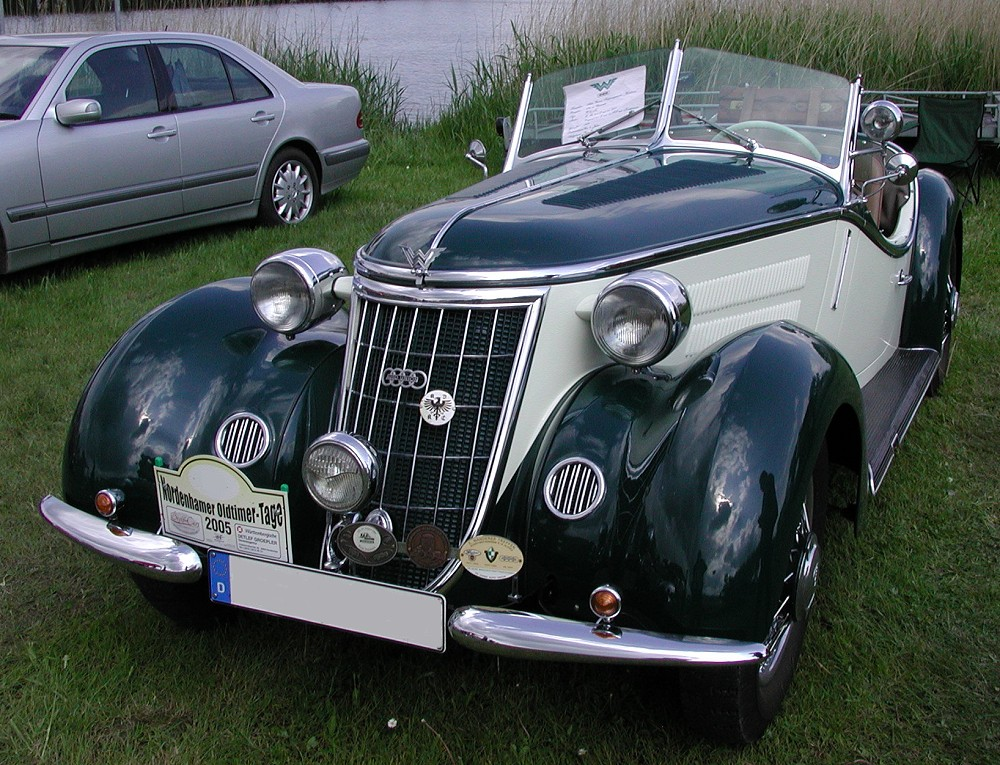
… Wanderer

## Los automóviles de carreras de Auto Union

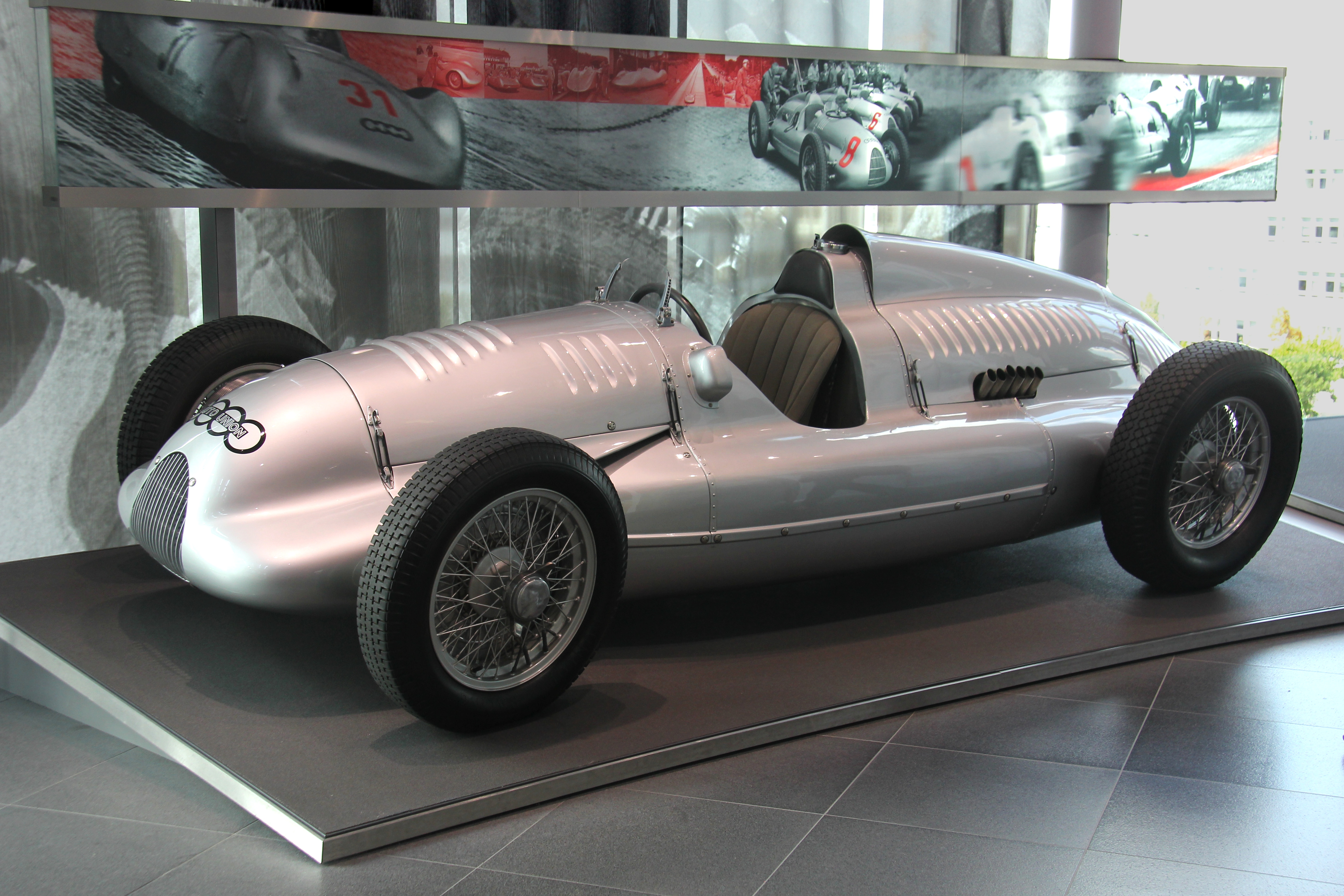
Auto Union Tipo D

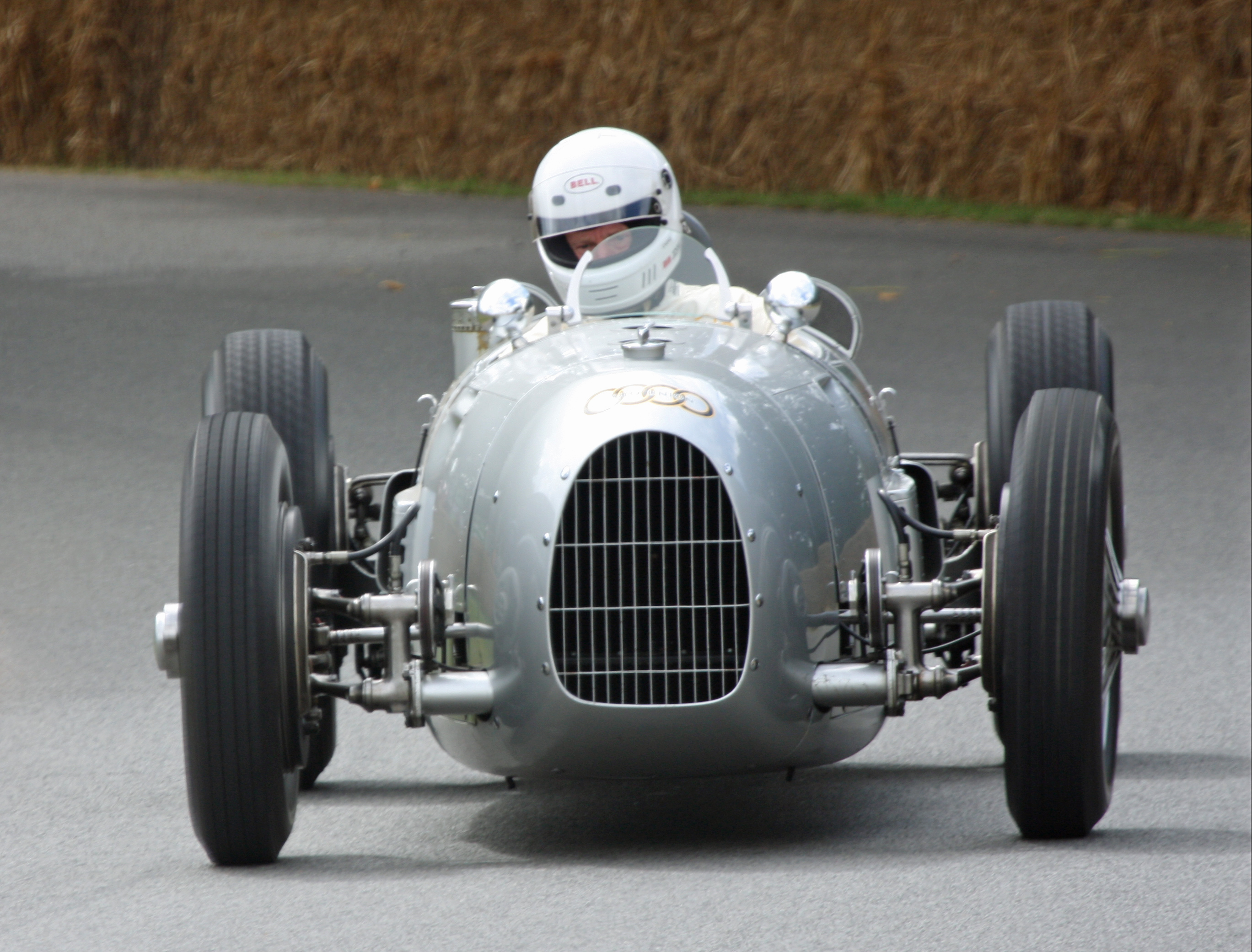
Auto Union Tipo A

El equipo de competición de Auto Union fue el principal oponente de Mercedes-Benz en los Grand Prix en la década de 1930. Las flechas plateadas de estos dos equipos no solo dominaron el Gran Premio, sino  que también establecieron los registros que se prolongaron durante muchas décadas. Como en el caso de los poderosos modelos 1937 que solamente fueron superados por los coches con motores turbo en la Fórmula 1 a finales de la década de 1980.
- Auto Union Tipo A

En 1933, Ferdinand Porsche desarrolló un automóvil de carreras de Gran Premio en nombre de Auto Union AG de Chemnitz. Su característica especial es la posición del motor justo detrás del conductor (motor central). En marzo de 1933, el recién creado Departamento de competición de la Auto Unión en la fábrica de Horch en Zwickau empezó a trabajar en el nuevo coche. Un año más tarde, Hans Stuck estableció tres récords mundiales en el circuito AVUS en Berlín, conduciendo el coche a velocidades superiores de 265 km/h. La primera carrera se celebró el 26 de mayo de 1934 en el circuito de AVUS en Berlín.

## Los automóviles de Auto Union

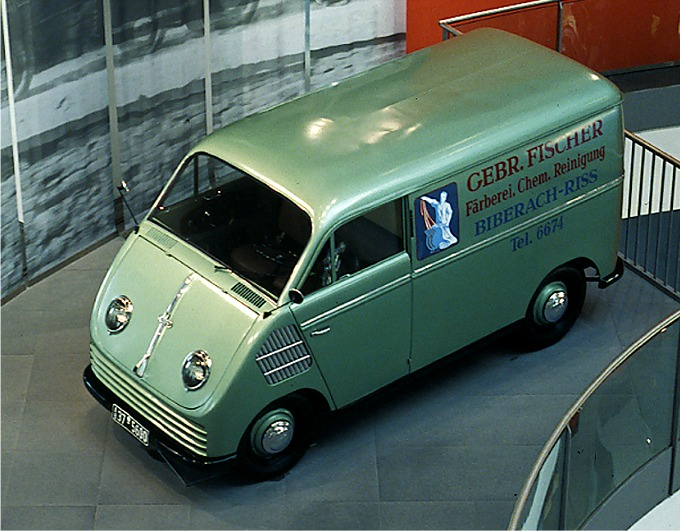
Furgoneta F89 Schnellaster.

Los automóviles de Auto Union se basaron mayormente en los modelos DKW. El primer modelo de DKW de la nueva empresa de postguerra llegó al mercado alemán en agosto de 1950 y básicamente su diseño no cambió durante su larga vida. Con un motor de dos cilindros de dos tiempos y 684 cm³, desarrollaba una potencia de 23 CV a 4500 rpm con una velocidad final de 100 km/h. Se le llamó DKW F89 «Meisterklasse», con versiones berlina y rural Universal, además de un cupé y cabriolé construidos por Hebmüller.
El F89 no fue el primer vehículo construido por Auto Union después de la guerra. Ese honor le corresponde al modelo DKW F89 L «Schnelllaster» (Transporter rápido en español), introducido en 1949, una furgoneta curiosamente moderna construida sobre el mismo chasis y con el mismo paquete de motor/transmisión.

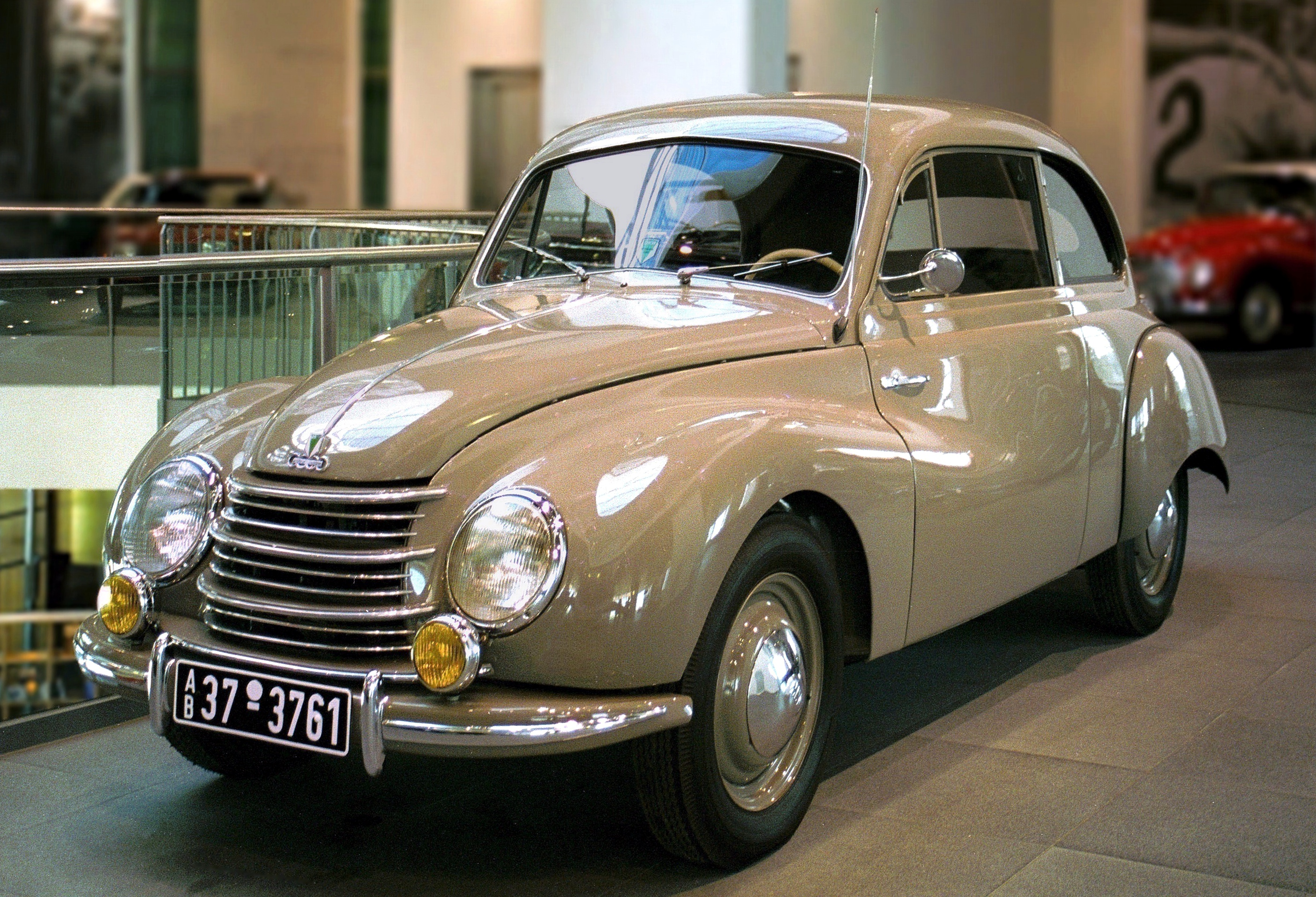
DKWF89
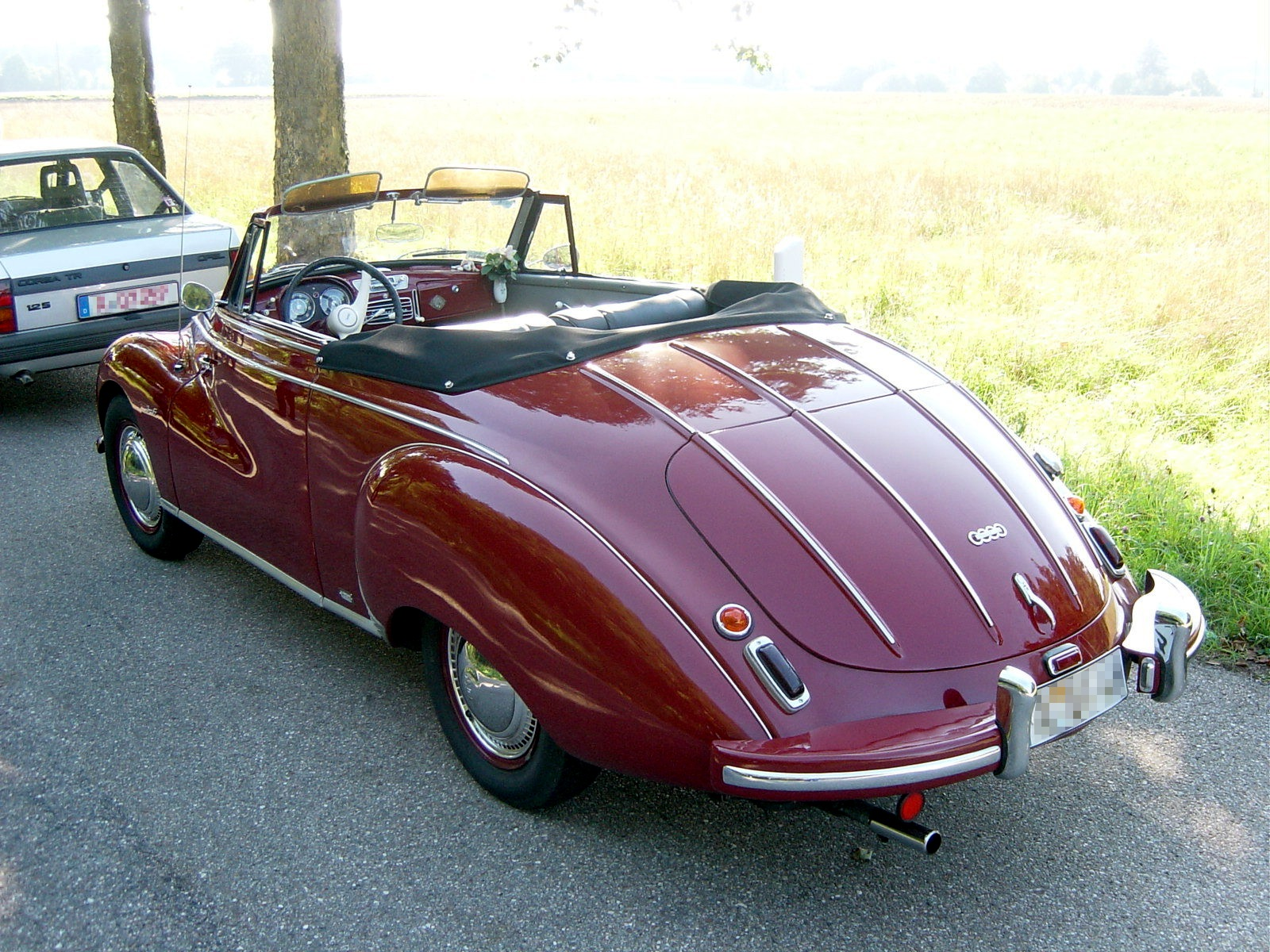
DKW F91 Cabriolé (Karmann)
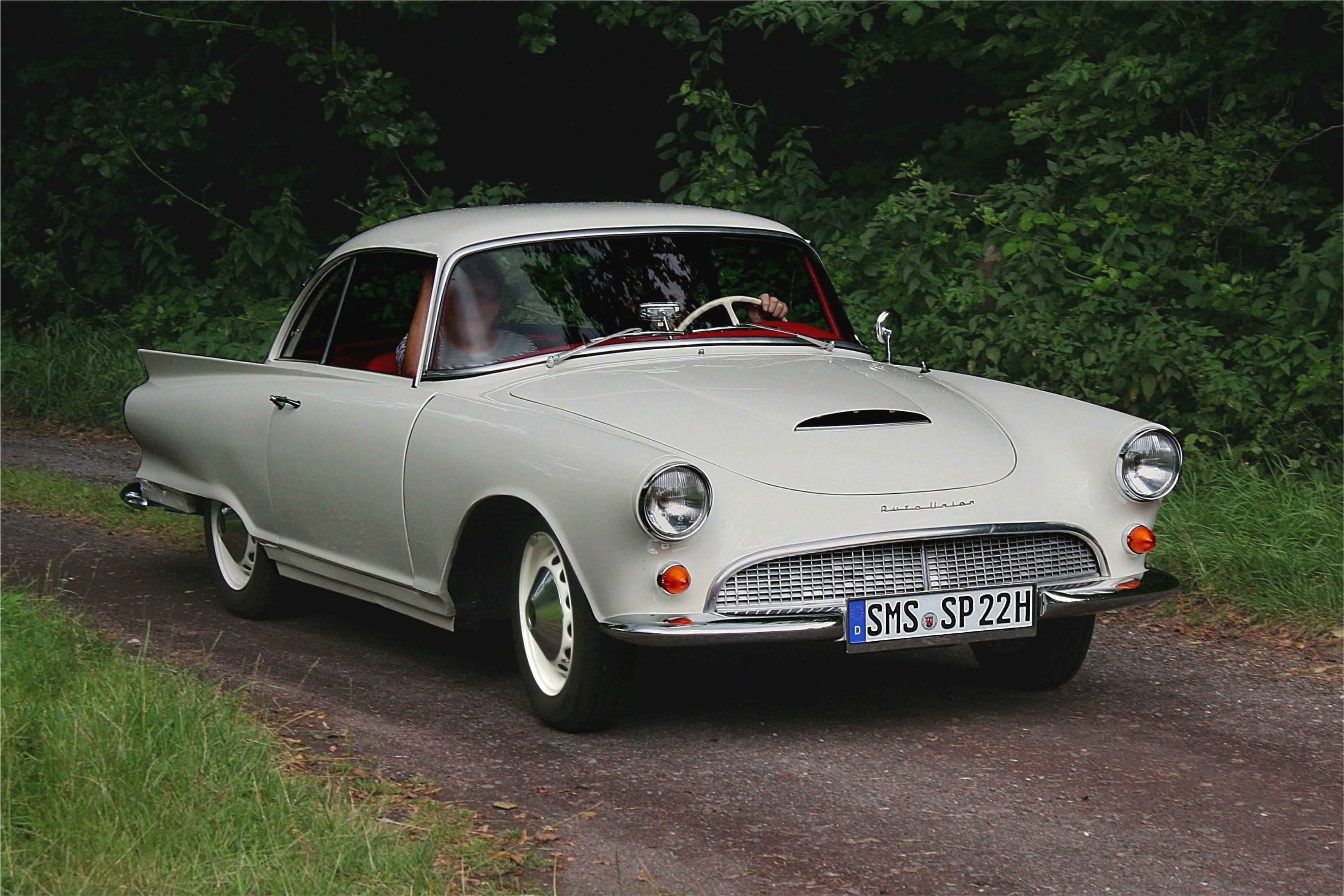
Auto Union 1000 Sp
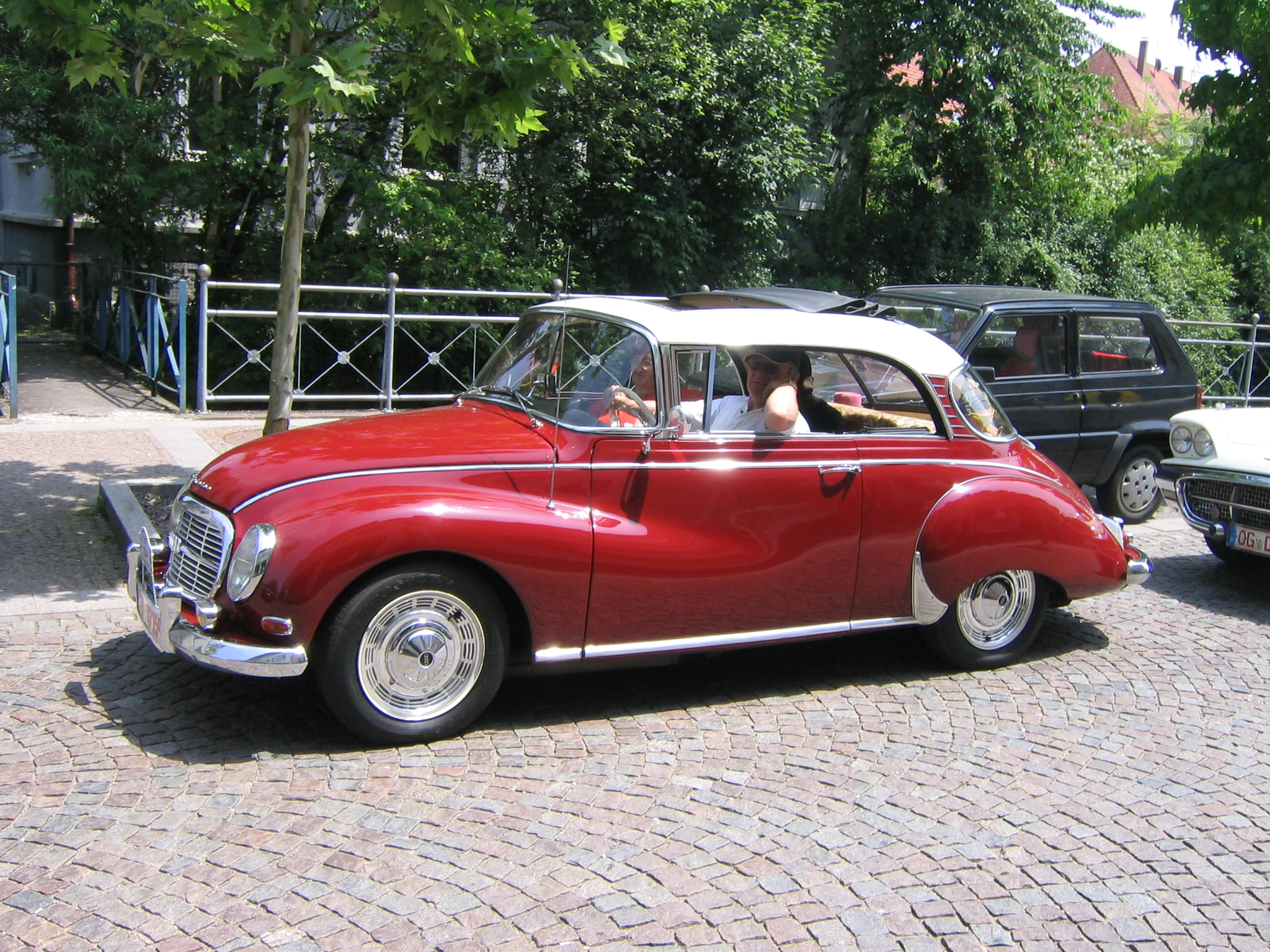
Auto Union 1000 Coupé
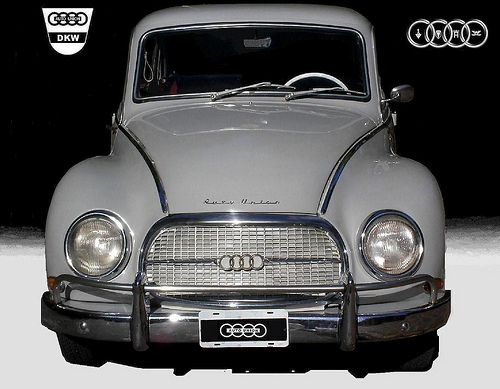
Auto Union 1000S cuatro Puertas.
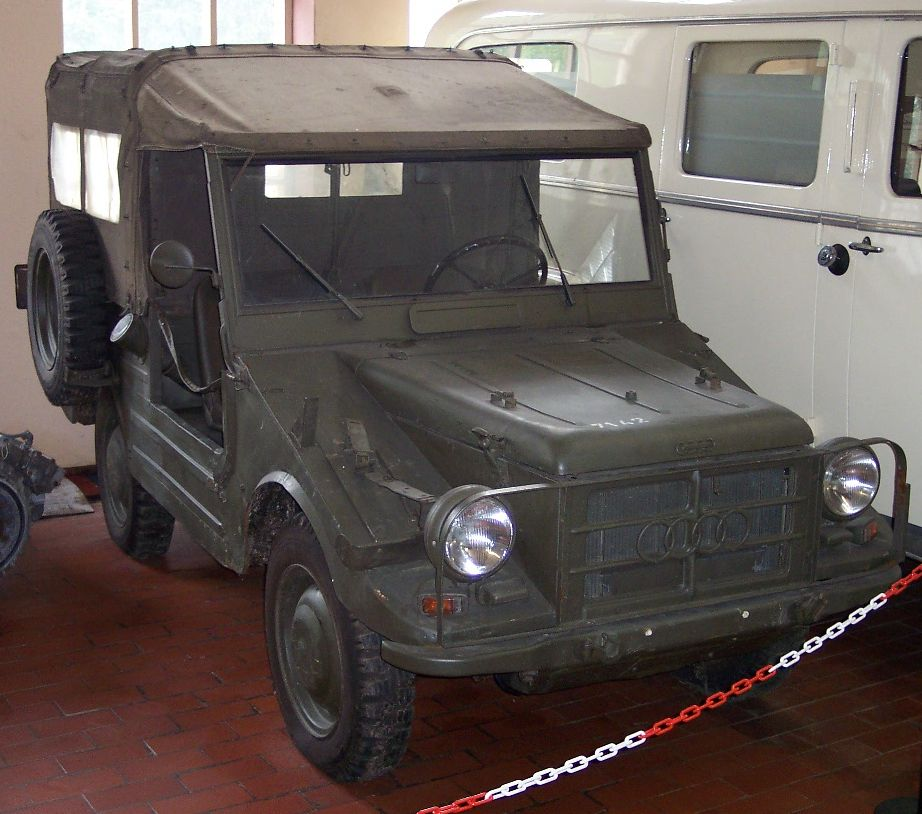
DKW Munga Auto Union Todoterreno.

### Clubes de Auto Union en el mundo
- Alemania
- Argentina Oficial recopilación info
- Brasil en Vimeo
- Estados Unidos
- Francia
- Gran Bretaña
- Holanda
- Sudáfrica

- Datos: Q27152
- Multimedia: Auto-Union / Q27152